# Flogging a Dead Horse
Flogging a Dead Horse es un álbum recopilatorio de sencillos de los Sex Pistols, dado a conocer después de su ruptura, e incluye las cuatro canciones que se publicaron como Lados A en los sencillos de Never Mind the Bollocks, Here's the Sex Pistols con tres de sus Lados B, así como los seis Lados A de los sencillos extraídos de The Great Rock 'n' Roll Swindle y una cara B, "My Way".
Para el momento en que se editó el disco, el grupo ya había terminado como unidad musical; The Sex Pistols consistía sólo en el mánager Malcolm McLaren y el diseñador Jamie Reid. El álbum fue lanzado sin la participación o el permiso de la banda.

## Lista de canciones
1. "Anarchy in the U.K." (Johnny Rotten, Steve Jones, Glen Matlock, Paul Cook) – 3:33
2. "I Wanna Be Me" (Rotten, Jones, Matlock, Cook) – 3:06
3. "God Save the Queen" (Rotten, Jones, Matlock, Cook) – 3:21
4. "Did You No Wrong" (Rotten, Jones, Matlock, Cook, Wally Nightingale) – 3:14
5. "Pretty Vacant" (Rotten, Jones, Matlock, Cook) – 3:18
6. "No Fun" (Iggy Pop, Ron Asheton, Scott Asheton, David Alexander) – 6:26
7. "Holidays in the Sun" (Rotten, Jones, Sid Vicious, Cook) – 3:21
8. "No One Is Innocent" (Jones, Cook, Ronnie Biggs) – 3:03
9. "My Way" (Paul Anka, Claude François, Jacques Revaux) – 4:05
10. "Somethin' Else" (Eddie Cochran, Sharon Sheeley) – 2:12
11. "Silly Thing" (Jones, Cook) – 2:53
12. "C'mon Everybody" (Cochran, Jerry Capehart) – 1:57
13. "(I'm Not Your) Steppin' Stone" (Tommy Boyce, Bobby Hart) – 3:09
14. "Great Rock 'N' Roll Swindle" (Jones, Cook, Julien Temple) – 4:24

- Datos: Q1002075